# Ewerthon
Henrique Ewerthon de Souza, voetbalnaam Ewerthon (São Paulo, 10 juni 1981) is een Braziliaans voormalig betaald voetballer die bij voorkeur in de aanval speelde. Hij verruilde in augustus 2012 Al-Ahli SC voor América MG.
Ewerthon begon zijn carrière bij Roque de Morais. In 1999 ging hij naar de grote Braziliaanse club Corinthians. Daar speelde hij in twee seizoenen dertien wedstrijden en kon hij tweemaal scoren. Met Corinthians werd hij tweemaal kampioen en in 2002 won hij met deze club het wereldkampioenschap voor clubs.
Intussen werd Ewerthon opgemerkt door vele Europese clubs en in 2001 trok hij naar het Duitse Borussia Dortmund. In de vier seizoenen die hij bij Borussia speelde, speelde Ewerthon 156 wedstrijden en kon 59 goals scoren. In 2002 hielpen zijn vele goals Borussia aan hun zesde titel. Door zijn goede prestaties verdiende hij in deze periode mocht hij zeven wedstrijden voor de nationale ploeg van Brazilië spelen.
In juli 2005 ruilde hij Borussia voor het Spaanse Real Zaragoza. In zijn eerste seizoen in de Primera División speelde Ewerthon 37 wedstrijden en daarin scoorde hij 13 goals. In 2007 wordt Ewerthon aan de Duitse eersteklasser VfB Stuttgart uitgeleend. Omdat het niet goed ging bij VFB Stuttgart (Ewerthon speelde 11 wedstrijden in de Bundesliga en scoorde slechts 1 keer) heeft men de uitleenovereenkomst op 28 januari 2008 stopgezet en is Ewerthon uitgeleend aan RCD Espanyol.
In het seizoen 2008/2009 speelt Ewerthon wederom voor Real Zaragoza, ditmaal in de Segunda División A, waarmee hij in het seizoen 2009/2010 weer in de hoogste klasse speelde. Na Zaragoza ging Ewerthon weer in eigen land voetballen bij SE Palmeiras.
Op 18 juli 2011 haalde Terek Grozny hem binnen als de nieuwe aanwinst. Behalve Ewerthon moet ook Martin Jiránek Terek Grozny helpen om Europees ticket te bemachtigen. Na zes maanden verhuisde naar Qatar waar hij ging spelen voor Al-Ahli SC.
Sinds augustus 2012 komt hij uit voor América MG.